# Фомкино (Пушкинский район)
Фомкино — деревня в Пушкинском районе Московской области России, входит в состав сельского поселения Царёвское. Население — 17 чел. (2010).

## География
Расположена на севере Московской области, в восточной части Пушкинского района, примерно в 11 км к северо-востоку от центра города Пушкино и 27 км от Московской кольцевой автодороги.
К деревне приписано пять садоводческих товариществ. В 3 км к западу — Ярославское шоссе М8, в 1,5 км к северу — Московское малое кольцо А107, в 5 км к западу проходит линия Ярославского направления Московской железной дороги. Ближайшие населённые пункты — рабочий посёлок Лесной, деревни Аксёнки и Ивошино.

## Население
| 1859 | 1890 | 1899 | 1926 | 2002 | 2006 | 2010 |
| ---- | ---- | ---- | ---- | ---- | ---- | ---- |
| 50   | →50  | →50  | ↗53  | ↘3   | →3   | ↗17  |

## История
Деревня Фомкино в 1589 году находилась в дворцовом ведомстве села Нового Веденского.
В «Списке населённых мест» 1862 года — владельческое сельцо 1-го стана Дмитровского уезда Московской губернии по левую сторону Московско-Ярославского шоссе (из Ярославля в Москву), в 44 верстах от уездного города и 25 верстах от становой квартиры, при прудах, с 8 дворами и 50 жителями (27 мужчин, 23 женщины).
По данным на 1899 год — деревня Богословской волости Дмитровского уезда с 50 жителями.
В 1913 году — 12 дворов, имение Соколова.
По материалам Всесоюзной переписи населения 1926 года — деревня Жуковского сельсовета Софринской волости Сергиевского уезда Московской губернии в 2,1 км от Ярославского шоссе и 7,5 км от станции Софрино Северной железной дороги, проживало 53 жителя (28 мужчин, 25 женщин), насчитывалось 9 хозяйств, из которых 8 крестьянских.
С 1929 года — населённый пункт в составе Пушкинского района Московского округа Московской области. Постановлением ЦИК и СНК от 23 июля 1930 года округа как административно-территориальные единицы были ликвидированы.
Административная принадлежность
1929—1957 гг. — деревня Жуковского сельсовета Пушкинского района.
1957—1960 гг. — деревня Жуковского сельсовета Мытищинского района.
1960—1962 гг. — деревня Жуковского (до 20.08.1960) и Царёвского сельсоветов Калининградского района.
1962—1963, 1965—1994 гг. — деревня Царёвского сельсовета Пушкинского района.
1963—1965 гг. — деревня Царёвского сельсовета Мытищинского укрупнённого сельского района.
1994—2006 гг. — деревня Царёвского сельского округа Пушкинского района.
С 2006 года — деревня сельского поселения Царёвское Пушкинского муниципального района Московской области.